# Moroccan Roll
Moroccan Roll è il secondo album in studio del gruppo musicale jazz fusion britannico Brand X, pubblicato nel 1977.

## Descrizione
L'album vede l'ingresso nel gruppo del percussionista Morris Pert. Il brano di apertura Sun in the Night include un breve testo in sanscrito, cantato dal batterista Phil Collins.

## Tracce
Lato A
1. Sun in the Night – 4:25 (John Goodsall)
2. Why Should I Lend You Mine (When You've Broken Yours Off Already)... – 11:16 (musica: Phil Collins)
3. ...Maybe I'll Lend You Mine after All – 2:10 (musica: Collins)
4. Hate Zone – 4:41 (musica: Goodsall)
5. Collapsar – 1:33 (musica: Robin Lumley)

Lato B
1. Disco Suicide – 7:55 (musica: Lumley)
2. Orbits – 1:38 (musica: Percy Jones)
3. Malaga Virgen – 8:28 (musica: Jones)
4. Macrocosm – 7:24 (musica: Goodsall)

## Formazione
- Phil Collins – batteria, voce solista (tracce: 1,3), piano (traccia: 3)
- John Goodsall – chitarra, cori, sitar, echo
- Percy Jones – basso, autoharp (traccia: 7), marimba (traccia: 8)
- Robin Lumley – piano, Fender Rhodes, sintetizzatori, clavinet, cori
- Morris Pert – percussioni